# Yoon Park
Đây là một tên người Triều Tiên, họ là Yoon.
Yoon Park (sinh ngày 18 tháng 11 năm 1987) là diễn viên Hàn Quốc. Yoon bắt đầu tham gia ngành giải trí với vai trò là tay trống của nhóm nhạc Can't Play Well (tiếng Hàn: 못 노는 애들), người đã giành giải đồng tại MBC Campus Song Festival lần thứ 34 vào năm 2010. Sau khi hợp đồng với SM Entertainment kết thúc, anh đầu quân cho JYP Entertainment vào năm 2013. Yoon tham gia diễn xuất truyền hình với bộ phim What Happens to My Family? (2014) và Flower of Queen (2015).

## Danh sách phim

### Phim
| Năm  | Tên phim                   | Vai trò     | Chú thích   |
| ---- | -------------------------- | ----------- | ----------- |
| 2013 | Tenderly Crunch            | Sang-yeop   | (phim ngắn) |
| 2013 | Psychometry                | Học sinh hư |             |
| 2014 | Romance in Seoul           | Sang-won    | [ 4 ]       |
| 2018 | The Soup                   | Jae-goo     | [ 5 ]       |
| 2019 | Jesters: The Game Changers | Jin Sang    | [ 6 ]       |
| 2020 | Sparrow                    | Seo Jin-woo | [ 7 ]       |

### Phim truyền hình
| Năm       | Tên phim                       | Vai trò                                  | Kênh                | Tham khảo |
| --------- | ------------------------------ | ---------------------------------------- | ------------------- | --------- |
| 2012      | Read My Lips                   | Yoon Bak                                 | MBC Every 1         |           |
| 2012      | To My Beloved                  | Park Ho-ki                               | JTBC                |           |
| 2012      | Glass Mask                     | Kang Gun                                 | tvN                 |           |
| 2012      | Do You Know Taekwondo?         | Seok-ho                                  | KBS2                |           |
| 2013      | Adolescence Medley             | Lee Won-il                               | KBS2                | [ 8 ]     |
| 2013      | Good Doctor                    | Woo Il-kyu                               | KBS2                | [ 9 ]     |
| 2013      | Give Love Away                 | Kim Joon-sung                            | MBC                 | [ 10 ]    |
| 2014      | What Happens to My Family?     | Cha Kang-jae                             | KBS2                | [ 11 ]    |
| 2014      | Discovery of Love              | (Khách mời, tập 2)                       | KBS2                |           |
| 2014      | Reset                          | Kim In-seok (Khách mời, tập 1)           | OCN                 |           |
| 2014      | Flirty Boy and Girl            | Dân chơi                                 | Daum Story Ball     |           |
| 2015      | Flower of Queen                | Park Jae-joon                            | MBC                 | [ 12 ]    |
| 2015      | Lily Fever                     | Gu Nam                                   | Naver TV Cast       |           |
| 2016      | The Cravings (Mùa 2)           | Yoon Park                                | Naver TV Cast       |           |
| 2016      | Come Back Mister               | Jung Ji-hoon                             | SBS                 | [ 13 ]    |
| 2016      | Hello, My Twenties!            | Park Jae-won                             | JTBC                | [ 14 ]    |
| 2016      | Uncontrollably Fond            | Seo Yoon-hoo (Khách mời, tập 12)         | KBS2                |           |
| 2017      | Introvert Boss                 | Kang Woo-il                              | tvN                 | [ 15 ]    |
| 2017      | Hello, My Twenties! 2          | Park Jae-won (khách mời)                 | JTBC                | [ 16 ]    |
| 2017      | The Package                    | Anh của Yoon Soo-soo                     | JTBC                | [ 17 ]    |
| 2017      | Magic School                   | Jay                                      | JTBC, Naver TV Cast | [ 18 ]    |
| 2018      | Radio Romance                  | Lee Kang                                 | KBS2                | [ 19 ]    |
| 2018      | The Tuna and the Dolphin       | Han Woo                                  | KBS2                | [ 20 ]    |
| 2018      | Room No. 9                     | Chu Young-bae (khách mời)                | tvN                 | [ 21 ]    |
| 2019      | Legal High                     | Kang Ki-seok                             | JTBC                | [ 22 ]    |
| 2019      | The Crowned Clown              | Giseunggun (khách mời, tập 16)           | tvN                 |           |
| 2019–2020 | Beautiful Love, Wonderful Life | Moon Tae-rang                            | KBS2                | [ 23 ]    |
| 2020      | Itaewon Class                  | Sung-hyun (khách mời, tập 3)             | JTBC                |           |
| 2020      | Mystic Pop-up Bar              | (khách mời, tập 6)                       | JTBC                |           |
| 2020      | Search                         | Song Min-gyu                             | OCN                 | [ 24 ]    |
| 2020      | Birthcare Center               | Kim Do-Yoon                              | tvN                 | [ 25 ]    |
| 2022      | Dự báo tình yêu và thời tiết   | Han Ki-joon                              | JTBC                | [ 26 ]    |
| 2022      | Chuyện Tình Ở Gaus             | Quản lý Bae Soo-jin (Xuất hiện đặc biệt) | EVA                 | [ 27 ]    |
| 2022      | Fanletter, Please!             | Bang Jeong-seok                          | MBC                 | [ 28 ]    |
| 2023      | Cú Lừa Nên Duyên               | Go Yo-han                                | tvN                 | [ 29 ]    |
| 2024      | Nốt trầm đời bác sĩ            | Bin Dae Yeong                            | JTBC                | [ 30 ]    |

### Truyền hình thực tế
| Năm         | Tiêu đề           | Kênh | Ghi chú                             | Tham khảo |
| ----------- | ----------------- | ---- | ----------------------------------- | --------- |
| 2015        | Running Man       | SBS  | Khách mời tập 268                   |           |
| 2016        | Daddy and I       | tvN  | Thành viên                          | [ 31 ]    |
| 2016 & 2019 | Law of the Jungle | SBS  | Tập 220–224, 358-360                | [ 32 ]    |
| 2017        | Battle Trip       | KBS2 | Cùng với Hong Seok-cheon; tập 54-55 |           |

### Video ca nhạc
| Năm  | Bài hát                                  | Ca sĩ                            |
| ---- | ---------------------------------------- | -------------------------------- |
| 2009 | "Second Impression (First Impression 2)" | Jiggy Fellaz feat. Vasco & Marco |
| 2010 | "Tonight, I'm Afraid of the Dark"        | 10cm                             |
| 2014 | "Full Moon"                              | Sunmi                            |
| 2014 | "Over the Destiny"                       | 2AM                              |

## Giải thưởng và đề cử
| Năm  | Giải thưởng      | Thể loại                                                    | Đề cử                    | Kết quả   | Tham khảo |
| ---- | ---------------- | ----------------------------------------------------------- | ------------------------ | --------- | --------- |
| 2018 | KBS Drama Awards | Giải xuất sắc, diễn viên trong một cảnh/đặc biệt/Drama ngắn | The Tuna and the Dolphin | Đoạt giải | [ 33 ]    |

## Liên kết
- Yoon Park Lưu trữ ngày 10 tháng 6 năm 2015 tại Wayback Machine tại JYP Entertainment (bằng tiếng Hàn Quốc)
- Yoon Park trên HanCinema